# Rettel
Rettel là một xã trong vùng Grand Est, thuộc tỉnh Moselle, quận Thionville-Est, tổng Sierck-les-Bains. Tọa độ địa lý của xã là 49° 26' vĩ độ bắc, 06° 19' kinh độ đông. Rettel nằm trên độ cao trung bình là 150 mét trên mực nước biển, có điểm thấp nhất là 145 mét và điểm cao nhất là 300 mét. Xã có diện tích 6,89 km², dân số vào thời điểm 1999 là 684 người; mật độ dân số là 99 người/km².

## Thông tin nhân khẩu
| 1962 | 1968 | 1975 | 1982 | 1990 | 1999 |
| ---- | ---- | ---- | ---- | ---- | ---- |
| 556  | 591  | 583  | 566  | 634  | 684  |